# Bunaeopsis annabellae
Bunaeopsis annabellae is een vlinder uit de familie nachtpauwogen (Saturniidae), onderfamilie Saturniinae.
De wetenschappelijke naam van de soort is voor het eerst geldig gepubliceerd door Lemaire & Rougeot in 1975.